# Norihiro Kawakami
Norihiro Kawakami (川上 典洋 Kawakami Norihiro?), född 4 april 1987 i Shimane prefektur, är en japansk fotbollsspelare.
Kawakami började sin karriär 2006 i JEF United Chiba. Efter JEF United Chiba spelade han för Tochigi SC, Zweigen Kanazawa, Albirex Niigata Singapore, Geylang International FC, Tampines Rovers FC, Trat FC och SC Sagamihara.